# Геон
Геон — електромагнітна або гравітаційна хвиля, яка утримується в обмеженій ділянці гравітаційним тяжінням енергії свого власного поля.
Ідею та назву введено в праці Джона Вілера 1955 року «Геони». Назву geon трактують як скорочення англійського словосполучення gravitational electromagnetic entity (гравітаційна електромагнітна сутність).
Оскільки ЗТВ — класична теорія поля, теорія геона Вілера не враховує квантових ефектів. Однак Вілер обговорював можливість того, що мікроскопічні геони можуть бути елементарними частинками.
Вілер не навів явних геонних вакуумних розв'язків рівнянь Ейнштейна. Це частково зробили 1964 року Брілл і Гартл, які розглянули наближений розв'язок, який, принаймні тимчасово, проявляє властивості, яких вимагає Вілер. Питання стабільності геонів не розв'язане остаточно, хоча існує загальний консенсус, що вони не можуть бути стабільними, і енергія хвилі поступово просочується назовні; таким чином, ці утворення, ймовірно, не можуть бути класичною моделлю стабільних елементарних частинок.
Варіант геона — кугельбліц, чорна діра, утворена концентрацією електромагнітної енергії з такою густиною, що вона утворює навколо себе горизонт подій.